# Wendell Harrison
Wendell Harrison (Detroit, 1942) is een Amerikaanse jazzmuzikant (saxofoon, klarinet).

## Biografie
Harrison bezocht de Northwestern High School in Detroit, waar hij de trompettist Lonnie Hillyer, de altsaxofonist Charles McPherson en de percussionist Roy Brooks ontmoette, die hem bekend maakten met de jazz. Harrisons moeder was lerares en zijn vader onderwees sociologie aan de Southern University in Baton Rouge. Op 5-jarige leeftijd speelde hij piano en had hij onderricht bij de pianist Barry Harris, voordat hij naar het conservatorium van Detroit ging. Na de klarinet wisselde hij op 13-jarige leeftijd naar de altsaxofoon. In 1960 verhuisde hij naar New York en speelde daar in verschillende jazz-, blues-, r&b- en latin jazz-bands. Bovendien speelde hij met Lou Rawls, Joe Henderson, Kenny Dorham's Big Band, Hank Crawford, Grant Green, Sun Ra, Eddie Jefferson, Sarah Vaughan en Ella Fitzgerald.
Zijn carrière werd onderbroken door drugsverslaving. In 1967 begon hij met een rehabilitatie bij Synanon. In 1970 keerde hij terug naar Detroit en gaf hij les bij Metro Arts. In 1971 was hij medeoprichter van de organisatie Tribe, die concerten organiseerde, platen en een tijdschrift uitbracht, net als de Association for the Advancement of Creative Musicians in Chicago, de Black Arts Group in St. Louis en Strata in Detroit. Na de ontbinding van Tribe in 1977 schiep hij de organisatie Rebirth.
Zijn bekendste publicatie was het album The Battle of the Tenors met Eddie Harris. In 1994 ontstond bij Enja Records het album Rush & Hustle onder zijn eigen naam met muzikanten als James Carter, Harold McKinney en Jerry Gonzalez. In 2011 verscheen het album It's About Damn Time.